# Peerless
Peerless (Пірлесс) — з 1900 року американський виробник автомобілів та велосипедів. Штаб-квартира знаходиться в Клівленді, штат Огайо. У 1915 році компанію купує фірма General Vehicle Company, а в 1931 році — компанія Carling. У 1931 році компанія припинила виробництво автомобілів.

## Заснування компанії. Початок виробництва автомобілів
Фірма Peerless Mfg була заснована в 1889 році, і займалася виробництвом одягу, а з 1899 року — виробництвом велосипедів. Свій перший автомобіль ця фірма з Огайо стала будувати в 1900 році, був це ліцензійний «Де Діон». Машина була старотипна, з важелями замість керма, з великими велосипедними колесами. У цій серії «Моторетт» було дві моделі: Typ B з мотором потужністю 2.75 сили, і Typ C з 3.5 к.с..
В 1901 році у фірму на місце головного інженера приходить Луїс Муерс, і через рік він збирає двоциліндрову машину. Він встановлює мотор спереду вертикально, до заднього моста пускає кардан, сьогодні це загальноприйнята концепція, а тоді це була інновація. Крім того, автомобіль був оснащений кузовом тонно, вважається, що «Пірлесс» був першою машиною в світі з таким кузовом.
В результаті вдалося продати аж 90 автомобілів цієї моделі. В 1903 році Муерс починає конструювати 4-циліндровий мотор, в цьому ж році фірму перейменовують в Peerless Motor Car Co. У тому ж році Муерс нарешті будує спортивний 80-сильний автомобіль, який він виставляє на гонки Gordon Bennett Cup в Ірландії, сам Муерс сидить за кермом, але автомобіль виявився невдалим, він зійшов вже на другому колі, показавши середню швидкість в 32 км/год.

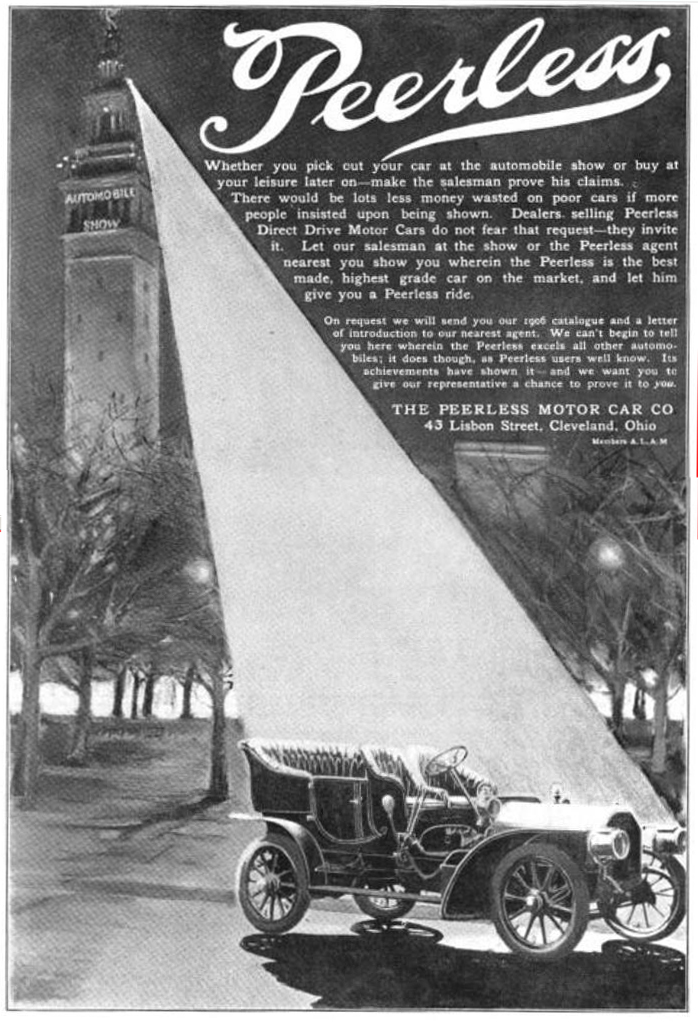
Peerless Typ 7

Однак не розчарувавшись у своєму дітищі, Муерс підготовляє для серійного виробництва автомобілі з 4-циліндровими моторами потужністю 24 к.с. (Typ 8) і 35 к.с. (Typ 7).
Крім того, знову вперше в США фірма використовує серійно критий кузов. До цього криті кузови можна було замовити тільки у сторонніх кузовних фірм, із заводу кузов лімузин не йшов ні в однієї фірми.
В 1904 році Муерса не покидають думки про спортивну славу, тим більше, він вважає, що спорт — найкраща реклама і двигун технічного прогресу. Він будує на базі гоночного автомобіля 1903 року новий «болід». Побудувавши машину, він наймає відомого гонщика Берні Олдфілда, який носив зелену форму на гонках, і отримав за це прізвисько «Хлопчик в зеленому», він повинен був довести, що марка не дарма носить свою назву.

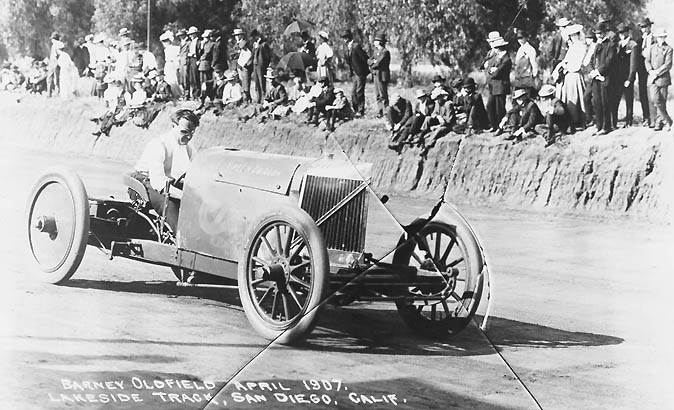
Peerless Green Dragon, за кермом — Олдфілд

В результаті автомобіль, який прозвали «Зеленим драконом», став всіх перемагати і вигравати різного роду гонки.
У 1905 році Олдфілд розбиває «Зеленого Дракона», але Муерс швидко будує нову машину, і Олдфілд знову рве всіх, вписавши ім'я «Пірлесс» в історію автоспорту, бо «Пірлесс» була однією з перших американських компаній, яка ганяла і на європейських трасах. Однак після низки перемог Олдфілд і Муерс йдуть з компанії, бо Олдфілд був, окрім іншого, відомий своїми ексцентричними витівками, і вони шкодять іміджу фірми, яка отримала дуже хорошу рекламу, так що «Пірлесс» ледь встигає справлятися із замовленнями.

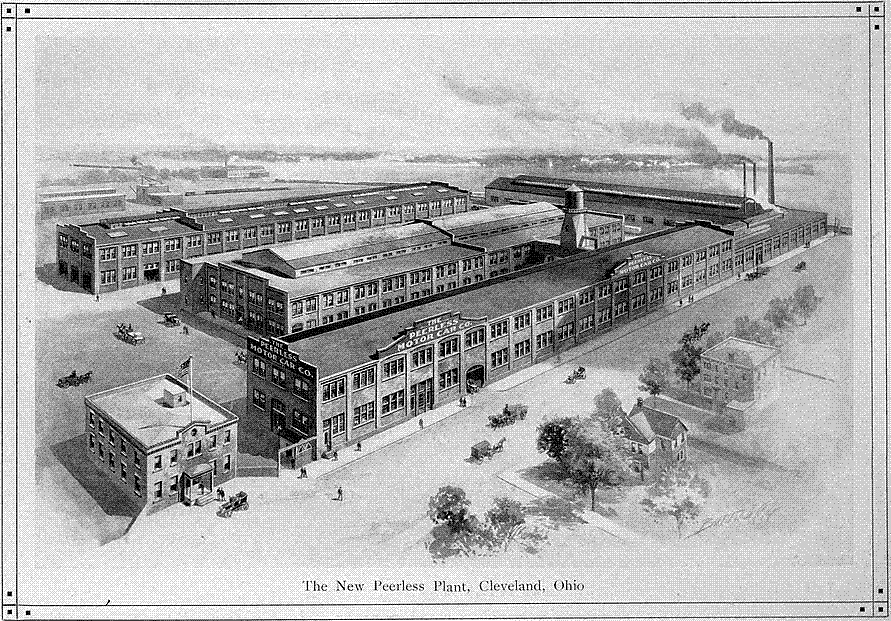
Будівля заводу Peerless. 1910 рік

На їх місце приходить Чарльз Шмідт, який до цього заправляв «Паккардом», він вирішує зробити упор на автомобілі люкс класу. З його приходом фірма стає в один ряд з такими фірмами, як «Пірс-Ерроу» та «Паккард», склавши три головних «P» американської автопромисловості: Pierce-Arrow, Packard, Peerless. У тому ж 1905 році крім 24-, 30- і 35-сильних автомобілів Modell 9, Modell 10 і Modell 11 виводиться на ринок Modell 12, на яку встановили 60-сильний 13.5 л мотор від «Зеленого Дракона».
Тоді ж марка отримала і визнання «королівських кровей», король Бельгії Леопольд II замовляє собі «Модель 9», яка збереглася донині.

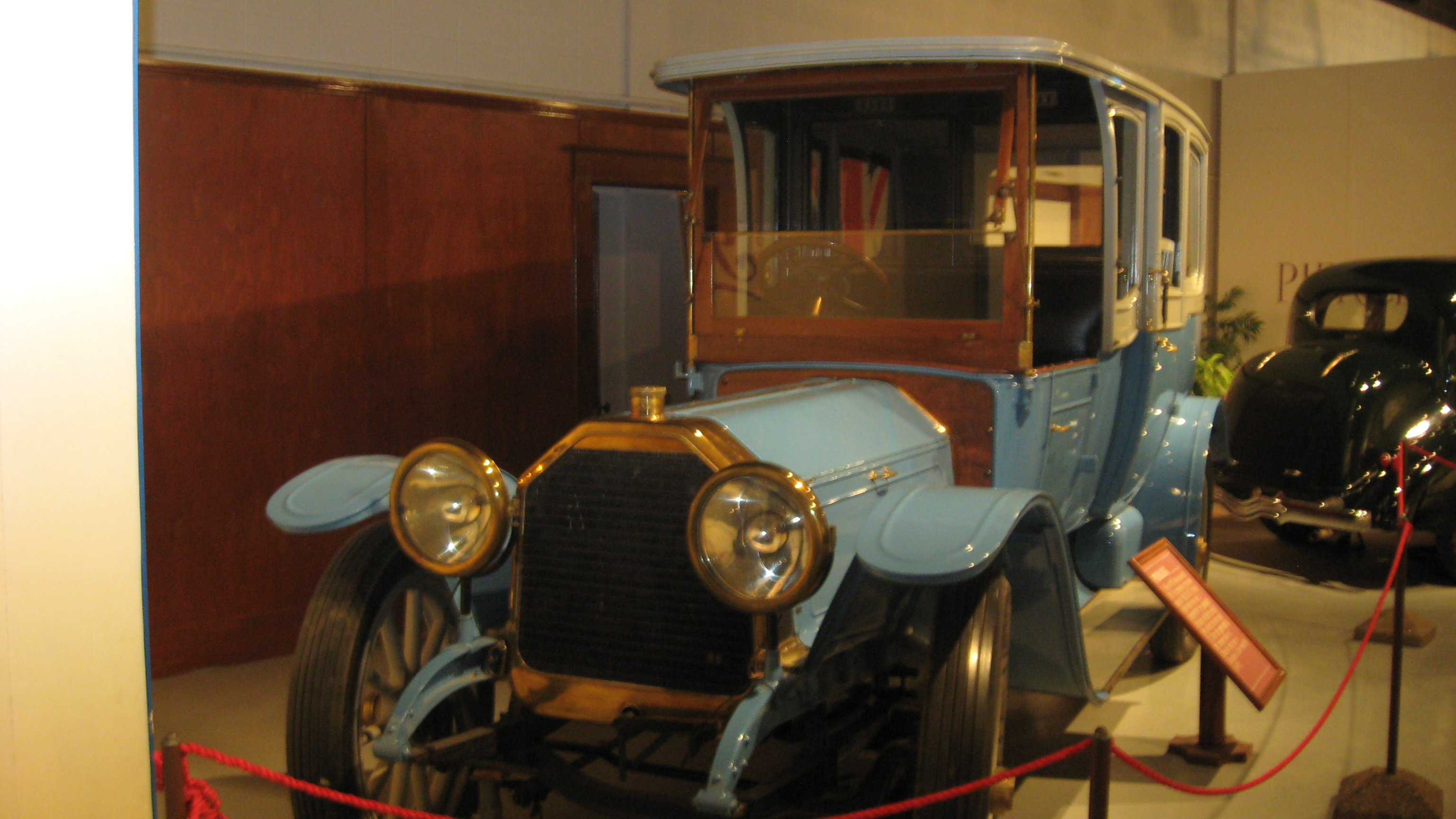
Peerless Modell 36 1912 року

В 1907 році на ринок виводиться 6-циліндрова модель — Modell 18 і Modell 20, вони відрізняються довжиною бази, мотор у них один і той же — потужністю в 50 сил. До кінця 1912 року фірма мала у своєму модельному ряді 5 моделей з 4- і 6-циліндровими моторами: Modell 24 з 26 к.с. і Modell 40 були 4-циліндровими, різниця була не тільки в потужності, але і в розмірах авто, 6-циліндровими були Modell 38, Modell 48 і Modell 60.

## Peerless у складі компанії General Vehicle Company
З 1913 року по 1915 рік фірма переходила з рук в руки, але в листопаді 1915 року General Vehicle Company купує фірму. З початком війни фірма починає поставляти вантажівки в британську, французьку та російську армії, британцям, наприклад, було поставлено 12 000 вантажних шасі.
Але з покупкою «Пірлесс» GeVeCo вирішує скласти конкуренцію «Кадиллаку», які запускають в 1914 році V8. У тому ж 1915 році «Пірлесс» представляє модель 56 з мотором V8.
Разом з тим фірма припиняє випускати 4-циліндричну Modell 54 (23 сили), 6-циліндрові Modell 48 і 55 (30 сил). В 1918 році господарі вирішують прикрити вантажну лавочку, у виробництві залишаються тільки легкові автомобілі.

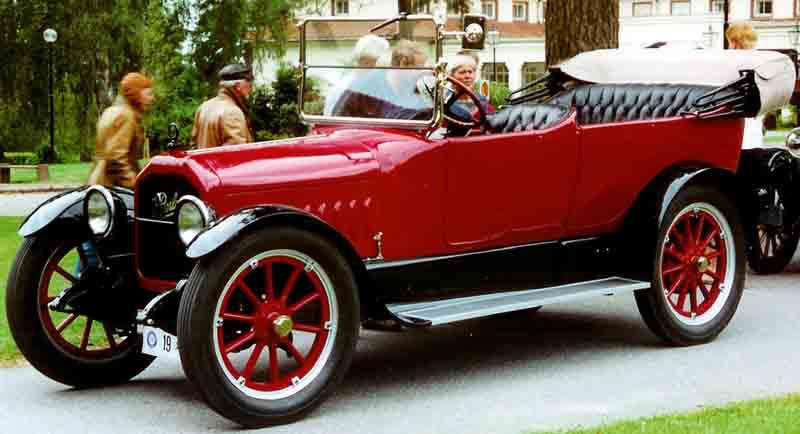
Peerless Modell 56-7 1922 року

Між тим «Пірлесс 56» залишається єдиною моделлю аж до 1921 року, правда машина має різну ступінь форсування мотора, розвиваючи від 34 до 80 сил. Автомобілі мають стійкий попит. У 1921 році на фірму приходить працювати колишній бос «Кадиллака» — Річард Коллінз. Він вирішує оновити серію 56, у виробничій програмі залишається тільки 80-сильна версія, машина отримує найменування Modell 56-7.

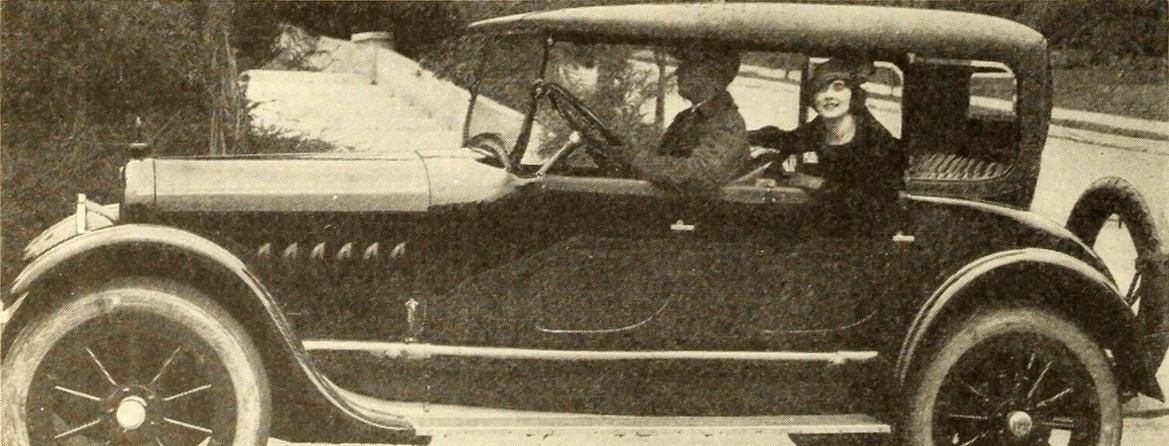
Peerless Modell 66

До 1923 року з'являється нарешті нова модель — Modell 66. Машина отримала більш довгі шасі і новий мотор V8, який розвиває 70 сил. Продажі відразу пішли вгору, і за 1923 рік вдалося продати 5000 автомобілів, рік виявився успішним.
Через рік фірма починає випускати 6-циліндрові моделі, правда мотори цього разу не власні, а покупні, фірми «Континентал». Машина отримує індекс Modell 6-80.
Також з'явилися більш слабкі і дешеві версії 6-70/6-72. Щоб не плутатися в цифрах, «Модель 66» перейменовують в 1925 році в 8-67, в 1926 отримає індекс 8-69, водночас у виробничій програмі є вже моделі 6-60 і 6-90/91.
У 1926 році Коллінз йде з фірми разом зі своїми колишніми колегами з «Кадиллака», які свого часу прийшли в «Пірлесс» разом з ним, вони займуться народженням марки «Понтіак».
До 1929 року знову продажі падають, автомобільні журналісти-критики вважають, що в першу чергу був винен застарілий дизайн автомобілів. В 1929 році кермо влади в свої руки бере Джеймс Боханнон. Він припиняє виробляти 6-циліндрові моделі, і запускає в серію «Модель 8-125», яка оснащена потужним мотором V8 фірми «Континенталь».
Розуміючи, що старим дизайном нічого не добитися, Боханнон запрошує дизайнером вже відомого дизайнера Графа Алексіса Саховського, він проектує кузови для «Пірлесс».

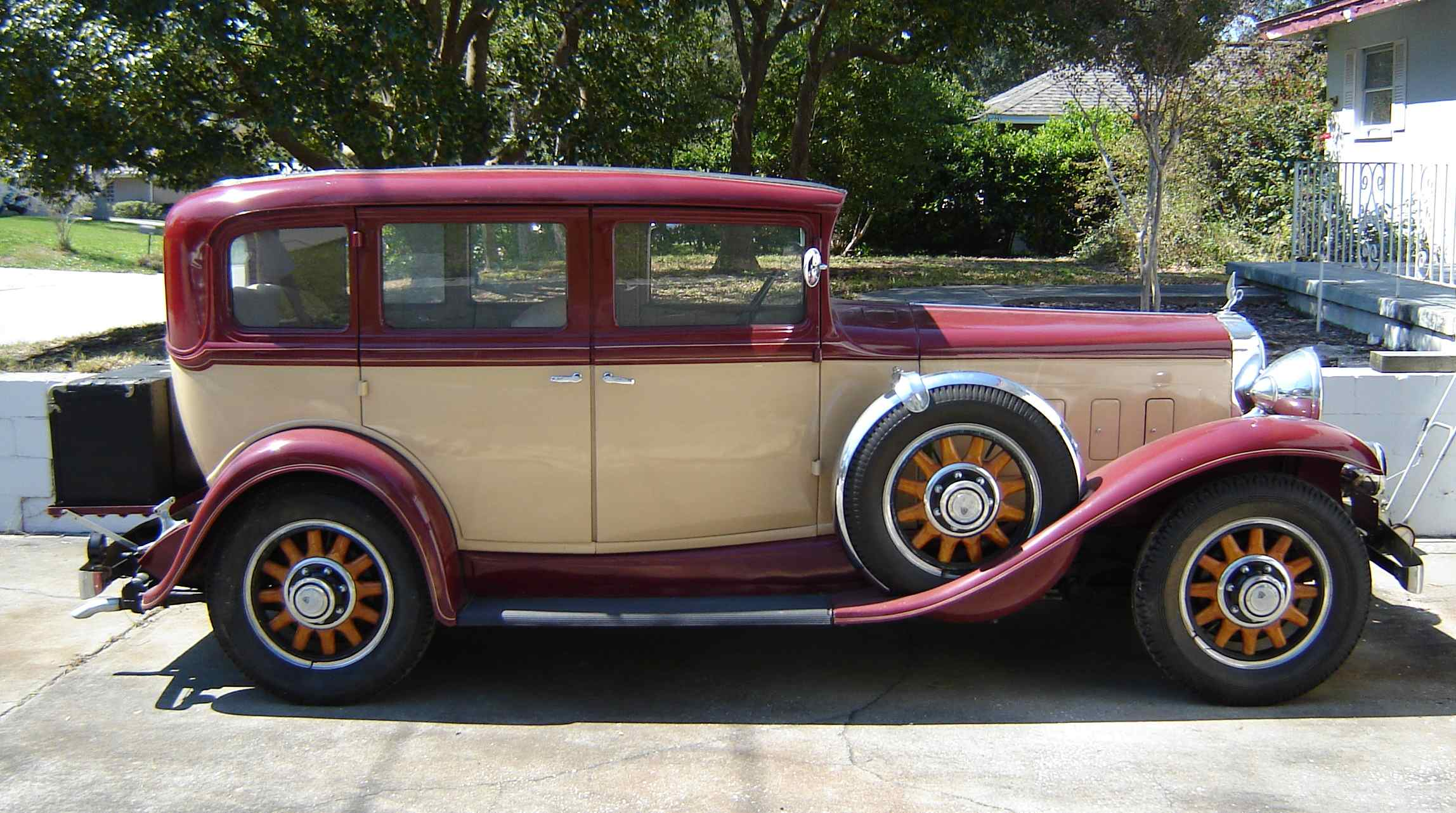
Peerless Custom Eight

В 1930 році 8-циліндрові машини отримали оновлені кузови і інше позначення — Standart Eight, Master Eight і Custom Eight, всі вони оснащувалися 120-сильним мотором, але мали різну базу коліс, перша була 3 м, друга — 3.17 м, і остання — 3.5 м.
Тим часом фірма «Пірлесс» опускається на 30-те місце в США за кількістю продаваних автомобілів, Боханнон намагається всіма силами повернути колишню славу, разом з молодим Френкліном Херші (батьком «Форд Тандебірд»), вони проектують V16 мотор, кузов замовляють фірмі Murphy. У 1931 році вони представляють прототип Peerless V16 з алюмінієвим кузовом і з мотором об'ємом 7.3 л, який розвиває 173 сили, в планах фірми бути в трійці автовиробників, які випускають автомобілі з V16, першим був «Мармон», потім «Кадиллак», і тут ось «Пірлесс», правда в Європі ще був «Бугатті» з його «Тип 47».

## Peerless у складі компанії Carling. Припинення виробництва автомобілів. Виробництво алкогольних напоїв
Але фірма стоїть на межі банкрутства, і в підсумку Боханнон, щоб врятувати компанію, погоджується на умови пивоварної фірми Carling, він передає їм 25000 акцій за умови, що завод припиняє випускати автомобілі та перебудується в пивоварню, в підсумку 30 червня 1931 року завод закрився. Через два роки на місці заводу з'явилася вивіска CARLING BREWING CO, яка стала випускати пиво Carling Red Cap Ale, і пізніше — знамените американське пиво Carling Black Label, фірма займалася пивоварінням 70 років, поки в 2003 році не припинила свою діяльність, Тим часом наприкінці 50-х в Англії виникла фірма, яка носила таке ж ім'я — Peerless.

## Список легкових автомобілів Peerless
- 1900 — Peerless Motorette Typ A
  - Peerless Motorette Typ B
  - Peerless Motorette Typ C
- 1902 — Peerless Typ 4
- 1904 — Peerless Typ 16/22HP
  - Peerless Typ 7
  - Peerless Typ 8
- 1905 — Peerless Modell 9
  - Peerless Modell 10
  - Peerless Modell 11
  - Peerless Modell 12
- 1906 — Peerless Modell 14
  - Peerless Modell 15
- 1907 — Peerless Modell 16
- 1908 — Peerless Modell 18
  - Peerless Modell 20
- 1909 — Peerless Modell 19
  - Peerless Modell 25
- 1910 — Peerless Modell 27
  - Peerless Modell 28
- 1911 — Peerless Modell 29
  - Peerless Modell 31
  - Peerless Modell 32
- 1912 — Peerless Town Car
  - Peerless Modell 40
  - Peerless Modell 38
  - Peerless Modell 48
  - Peerless Modell 60
- 1913 — Peerless Modell 24
- 1915 — Peerless Modell 54
  - Peerless Modell 55
- 1916 — Peerless Modell 56
- 1921 — Peerless Modell 56-7
- 1923 — Peerless Modell 66
- 1925 — Peerless Modell 8-67
  - Peerless Modell 6-70
- 1926 — Peerless Modell 6-72
  - Peerless Modell 6-80
  - Peerless Modell 6-69
- 1927 — Peerless Modell 6-90
- 1928 — Peerless Modell 6-60
  - Peerless Modell 6-91
- 1929 — Peerless Modell 6-61
  - Peerless Modell 6-81
  - Peerless Modell 8-125
- 1930 — Peerless Standart Eight
  - Peerless Master Eight
  - Peerless Custom Eight